# Savoiardikex
Savoiardikex ([savoˈjardi-] från italienska, ladyfinger eller sponge finger på engelska och boudoir [budwaʁ] på franska) är ett luftigt, sprött och lätt sötat kex, som görs på sockerkakssmet, och har en långsmal form som en tillplattad cylinder med rundade ändar. Formen påminner om ett stort finger, vilket har gett kexet dess namn på engelska. Savoiardikex görs på huvudingredienserna ägg, socker och vetemjöl och har en spröd yta och ett något torrt sockerkaksliknande innandöme som effektivt kan suga upp vätskor.

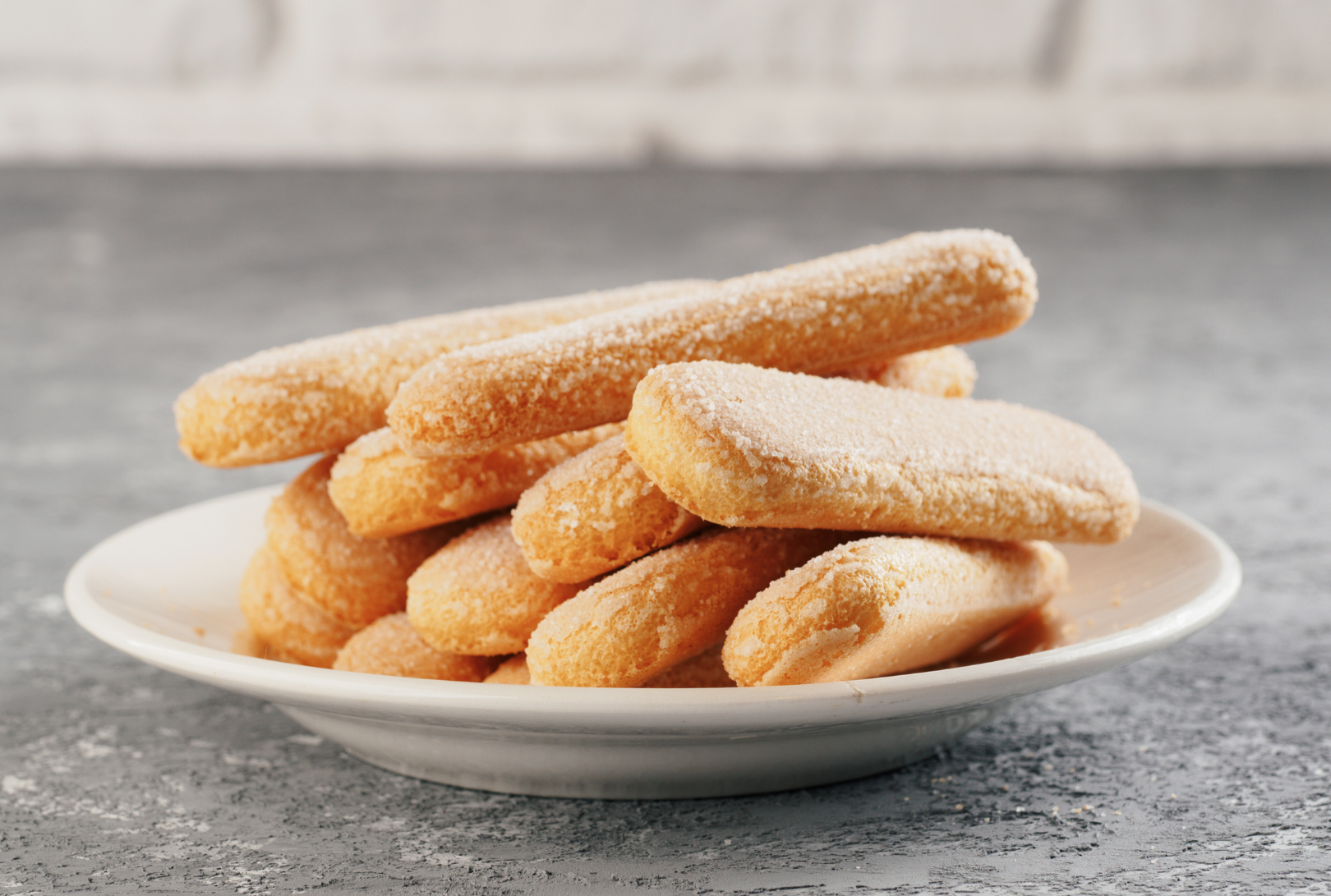
Savoiardikex

## Användning
Savoiardikexen kan ätas som de är eller ingå i olika desserter, tårtor och bakelser. De används exempelvis i italiensk tiramisù, fransk Charlotte och engelsk trifle. De blöts ofta med en vätska, som till exempel likör, espressokaffe, sherry eller sockerlag. I tiramisu doppas kexen i espresso och varvas med en kräm av mascarpone och i trifle fuktas de med sherry och varvas med gelé, vaniljkräm och vispad grädde. I en version av Charlotte fodras en kakform med savoiardikex och därefter fylls den med fruktpuré eller kräm blandad med gelatin.

## Tillredning
Kexen görs på en sockerkakssmet som får sin volym från uppvispade ägg och vanligtvis inte innehåller bakpulver (som dock kan förekomma i kommersiella savoiardikex). Tillredningen börjar med att äggvitor och äggulor separeras. Vitorna vispas med socker till skum (maräng) och gulorna vispas med socker tills de blir pösiga och vita i färgen. Vetemjöl och eventuella smakämnen som till exempel vanilj vänds i äggulorna och sedan blandas de två äggvispen försiktigt så luften i dem inte slås ut. Smeten spritsas ut i fingerlånga strängar på en ugnsplåt täckt med bakplåtspapper. Efter bakning strös ofta strö- eller florsocker på kexen.

## Historia
Savoiardikex skapades i slutet av 1400-talet i hertigdömet Savojen, en historisk region som var självständig förr men idag ligger i sydvästra Frankrike och nordöstra Italien. Kexet bakades för att markera ett besök av den franske kungen. Senare fick det namnet savoiardi och erkändes som ett officiellt hovkex. De erbjöds ofta till besökare som ett exempel på det lokala köket. Kexen hade i början en kompaktare konsistensen eftersom tekniken att vispa äggvitan med socker till skum, och på det sättet få in luft i sockerkakssmeten, inte var uppfunnen förrän på 1600-talet. Det äldsta skriftliga receptet kommer från den franske kocken Marie-Antoine Carême från början av 1800-talet.

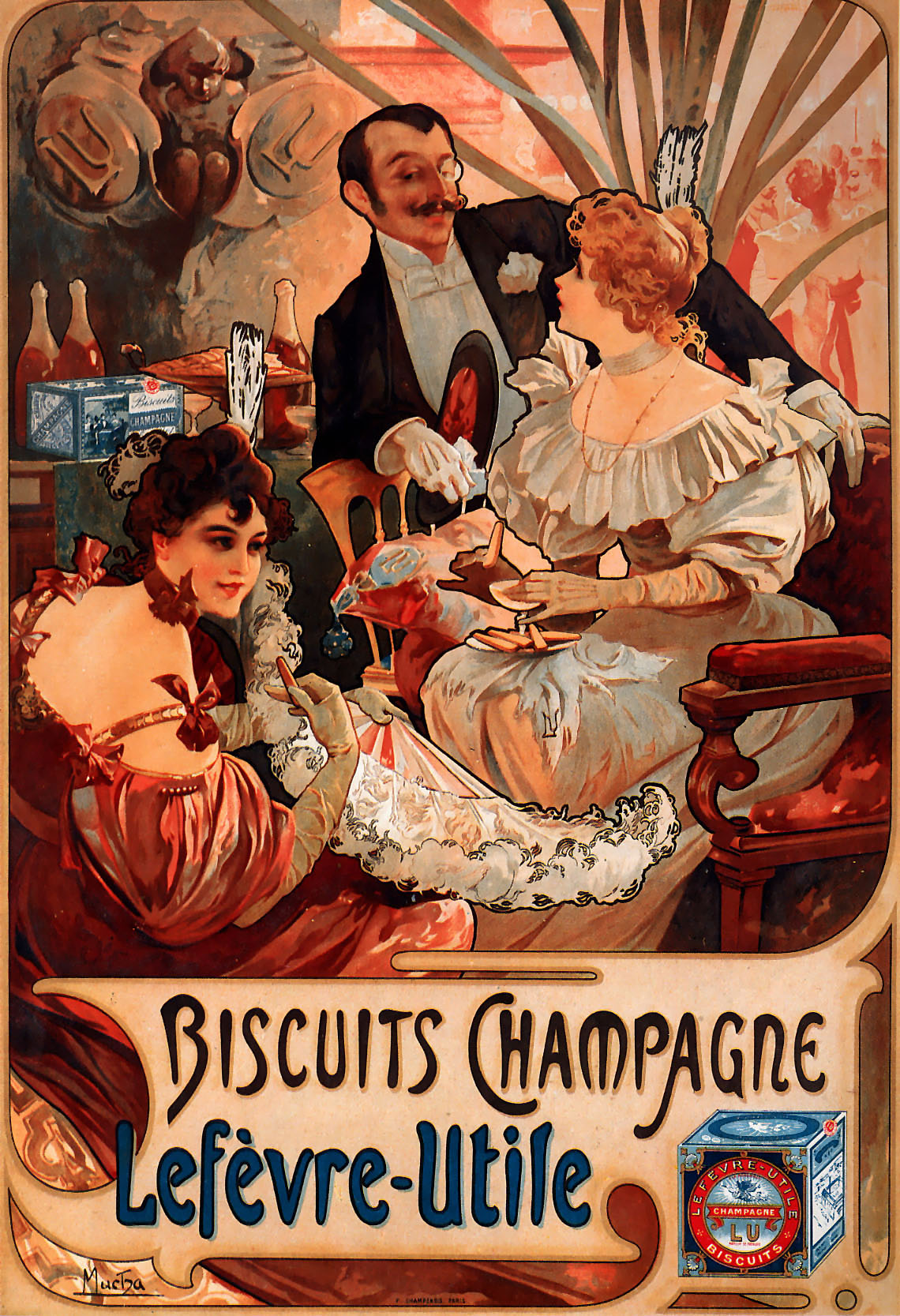
Reklamaffisch för Biscuits Champagne från 1896.

I Frankrike kallas savoiardikex för boudoirs men om de har en mjukare och saftigare konsistens benämns de biscuits à la cuillère ('skedkex'). I slutet av 1800-talet i Frankrike började savoiardikex saluföras som biscuits champagne ('champagnekex'). De var lite torrare och sprödare i konsistensen, och var lite bredare i ena änden. De serverades tillsammans med champagne, som de kunde doppas i. Därför kallas i Frankrike savoiardikex ibland för champagnekex och i en del länder är savoiardikex känd under det namnet.

## Namn i olika länder
Savioardikex har spridit sig i världen och finns numera i många olika länder:
- Argentina: vainillas
- Australien: sponge fingers ('sockerkaksfingrar')
- Bosnien, Kroatien och Serbien: piškote/piškoti (пишкоте/пишкоти)
- Brasilien: biscoito champagne ('champagnekex')
- Bulgarien: bishkoti (бишкоти)
- Chile: galletas de champaña ('champagnekex')
- Colombia: lenguas ('tungor')
- El Salvador: suspiros
- Filippinerna: broas eller broa
- Finland: tiramisukeksit ('tiramisukex'), savoiardikeksit ("savoiardikex") och sokerikakkukeksit ('sockerkakskex')
- Frankrike: boudoirs, biscuits champagne ('champagnekex') eller biscuits à la cuillère ('skedkex', lite mjukare version)
- Grekland: savouayiár (σαβουαγιάρ, 'savoiardi')
- Guatemala: chiquiadores
- Indonesien: kue lidah kucing ('kattungekex')
- Iran: latifeh (لطیفه)
- Israel: biskot (בישקוט)
- Italien: savoiardi
- Kanada: ladyfingers
- Kina: shǒuzhǐ bǐnggān (手指饼干, 'fingerkex')
- Kuba: bizcocho
- Mexiko: soletas ('små fothälar')
- Nederländerna: lange vingers ('långa fingrar')
- Nordmakedonien: biskviti (бисквити)
- Pakistan: bistiks (بسٹیکس)
- Polen: kocie języczki ('små kattungor') eller biszkopty ('sockerkakskex')
- Portugal: biscoitos de champanhe ('champagnekex') eller palitos la reine
- Rumänien: pișcoturi
- Ryssland: damskiye pal'chiki (дамские пальчики, 'damfingrar')
- Slovakien: cukrárske piškóty ('konditors kex')
- Slovenien: bebi piškoti ('små kex')
- Spanien: bizcochos de soletilla ('små fothälkex')
- Storbritannien: sponge fingers, boudoir biscuits, baby biscuits ('små kex'), funeral biscuits ('begravningskex'), savoy biscuits eller boudoir fingers; ladyfingers (på senare tid från amerikansk engelska)
- Sydafrika: boudoir biscuits eller finger biscuits
- Tjeckien: dlouhé piškoty ('långa sockerkakskex') or cukrářské piškoty ('konditors kex')
- Turkiet: kedi dili ('katters tungor')
- Tyskland: Löffelbiskuits ('skedkex')
- Ungern: babapiskóta ('små sockerkakor')
- USA: ladyfingers, boudoir biscuits/cookies (mer sällan)
- Österrike: biskotte

På engelska ladyfingers ska inte förväxlas med lady's fingers som är namnet på grönsaken okra i engelsktalande länder.